# Каганович, Арон Моисеевич
Арон Моисеевич Каганович — начальник Главного управления кожевенно-обувной промышленности УССР.
Родился в деревне Кабаны, Радомысльский уезд, Киевская губерния, в зажиточной еврейской семье. Отец — Моисей (Мойше) Гершкович Каганович, работал на смоляном заводе (по данным Р. А. Медведева, был прасолом), мать — Геня Иосифовна Дубинская (1860—1933). Брат М. М. Кагановича, Ю. М. Кагановича, Л. М. Кагановича, И. М. Кагановича. Сестра, Рахиль Моисеевна Каганович (в замужестве Лацман), жила с мужем в Чернобыле и умерла в 1926 году; похоронена в Киеве. Сын Юрий (Юда) Аронович Каганович в звании лейтенанта погиб во время Ясско-Кишинёвской операции. Дочь — Раиса Ароновна Каганович — доктор медицинских наук, профессор, жила в Киеве и умерла в начале 90-х, младший сын — Михаил Аронович Каганович — журналист, спортивный обозреватель, заслуженный деятель культуры-жил в Киеве, умер в 2011 году в Израиле.
Получил профессию столяра и работал по специальности. В 1920-х управляющий киевским отделением «Союзпродмаг». В начале 1940-х возглавлял Главное управление кожевенно-обувной промышленности УССР, а после Великой Отечественной войны кожевенный трест в Киеве. За несколько лет до выхода на пенсию он возглавил крупнейший Киевский кожевенный завод имени М. В. Фрунзе. Сталинским репрессиям не подвергался. Умер в Киеве в середине 60-х годов.